# Aeroportul Zagreb
Aeroportul Zagreb (IATA: ZAG, ICAO: LDZA) este un aeroport din Velika Gorica, Cantonul Zagreb, Croația ce deservește zona Zagreb. Aeroportul a fost tranzitat în 2022 de 3.124.605 pasageri. A fost deschis în 1962 și numit după zona deservită.
Situat la o altitudine de 108 m, aeroportul dispune de 1 pistă.

## Infrastructură

### Piste
Aeroportul dispune de o singură pistă. Pista 05/23 are suprafața de asfalt și dimensiunile 3.251 m × 45 m. 